# Neil Giraldo
Neil Giraldo (Cleveland, Ohio, 29 de diciembre de 1955) es guitarrista distintivo de la banda de Pat Benatar , con quien está casado desde 1985 tienen 2 hijas en común, y ha tocado en todos sus álbumes.

## Biografía
Nació el 29 de diciembre de 1955, Giraldo empezó a tocar la guitarra a los 6 años y aprendió a tocar el piano a los 12. Giraldo tocó junto con la banda de Rick Derringer antes de trabajar con Benatar, apareciendo en una grabación no autorizada titulada "Derringer Live At The Paradise Theater Boston", en Massachusetts, 7 de julio de 1978 (UPC 672627400428). Se casó con Pat Benatar y tiene dos hijas, Haley y Hana Giraldo.
La aparición de Giraldo en el video de Pat Benatar "You Better Run", lo distingue como el primer guitarrista en MTV. El video fue el segundo transmitido por MTV, el primero fue de The Buggles "Video Killed the Radio Star" donde no aparece ningún guistarrista.
Adicionalmente a tocar la guitarra principal, a Giraldo se le acredita mucho de la composición y la producción del material de Pat Benatar. La primera producción fuera de la banda fue con el primer álbum de John Waite, llamado "Ignition". También ha ayudado en la formación musical de artistas como The Del-Lords, Rick Springfield, y Kenny Loggins. 
Así mismo, Giraldo fue el compositor musical para la película del 2005, "Smile" protagonizada por Beau Bridges, Linda Hamilton, Sean Astin y dirigida por Jeffrey Kramer. La banda sonora es una canción original de Giraldo y Scott Kempner del grupo The Del-Lords.